# Herrnmühle (Vohenstrauß)
Herrnmühle ist eine Einöde in der nördlichen Oberpfalz und Ortsteil der Stadt Vohenstrauß.

## Geographische Lage
Die Einöde Herrnmühle liegt im Vorderen Oberpfälzer Wald 600 m südwestlich von Kaimling, 6 km westlich von Vohenstrauß und 300 m südlich der Kreisstraße NEW 23, die Irchenrieth mit Kaimling verbindet. 
Herrnmühle liegt am Ufer der Luhe.

## Geschichte
1808 wurde der Steuerdistrikt Kaimling mit den Dörfern Kaimling und Kleinpoppenhof und der Einöde Herrnmühle gebildet.
Er gehörte zum Landgericht Vohenstrauß im Naabkreis des Königreichs Bayern.
1821 entstand die eigenständige Gemeinde Kaimling mit 66 Familien mit Herrnmühle mit einer Familie.
1946 wurde Kaimling nach Roggenstein eingegliedert, wurde aber zwei Jahre später wieder selbständig.
Mit Wirkung vom 1. Januar 1972 erfolgte die Auflösung der Gemeinde Kaimling.
Sie wurde in die Stadt Vohenstrauß eingegliedert.

### Einwohnerentwicklung in Herrnmühle ab 1838
| Jahr | Einwohner | Gebäude |
| ---- | --------- | ------- |
| 1838 | 6         | 1       |
| 1871 | 15        | 5       |
| 1885 | 10        | 1       |
| 1900 | 6         | 1       |
| 1913 | 6         | 2       |
| 1925 | 8         | 1       |

| Jahr | Einwohner | Gebäude |
| ---- | --------- | ------- |
| 1950 | 14        | 2       |
| 1961 | 11        | 2       |
| 1970 | 4         | k. A.   |
| 1987 | 1         | 2       |
| 2011 | 0         | k. A.   |